# Журавець розсічений
{{#ifeq:0|0|{{#if:|{{#if:Geraniumdissectum|[[]}}|}}}}
Журавець розсічений або герань розсічена (Geranium dissectum L.) — вид рослин родини геранієві (Geraniaceae). Етимологія: лат. dissectum — «дрібно нарізаний».

## Опис
Однорічна, рідко дворічна трава заввишки від 10 до 40, рідко до 60 см, має стрижневий корінь. Стебла прямовисні, розгалужені, вкриті волоссям. Стовбурове листя протилежне. Квітконоси 1–3 см завдовжки, коротше листків. Квітконіжки залозисто-волосисті, 1.5–2.5 см завдовжки. Квітки дрібні з максимальним діаметром 1.5 см. Пелюстки 3.5–6.5(8) мм, обернено-яйцеподібні, червоно-фіолетового кольору. Стулки плодів волосисті, носик залозистий. Насіння дрібнокоміркове. Квітне з березня по червень.

## Поширення
Північна Африка: Алжир; [пн.] Єгипет [пн.]; Лівія [пн.]; Марокко; Туніс. Західна Азія: Афганістан; Кіпр; Іран; Ірак; Ізраїль; Йорданія; Ліван; Сирія; Туреччина. Кавказ: Вірменія; Азербайджан; Грузія; Росія — Передкавказзя, Дагестан. Європа: Данія; Фінляндія [пд.]; Ірландія; Норвегія [пд.]; Швеція [пд.]; Об'єднане Королівство; Австрія; Бельгія; Чехія; Німеччина; Угорщина; Нідерланди; Польща; Словаччина; Швейцарія; Естонія; Латвія; Молдова; Україна [вкл. Крим]; Албанія; Болгарія; Хорватія; Греція [вкл. Крит]; Італія [вкл. Сардинія, Сицилія]; Румунія; Сербія; Словенія; Франція; Португалія [вкл. Мадейра]; Гібралтар; Іспанія [вкл. Балеарські острови, Канарські острови]. Натуралізований в деяких інших країнах.
Росте на полях, уздовж доріг і в садах. Росте у помірковано сухих, багатих поживними речовинами глинистих ґрунтах. У Баварських Альпах піднімається до 1200 м над рівнем моря.
В Україні зростає в садах, на полях, узбіччях доріг, засмічених місцях, солонцюватих луках як адвентивна рослина — в зах. ч. лісових районів і Лісостепу рідко (м Біла Церква); в Криму (сх. ч.) і на ПБК зрідка.

## Галерея

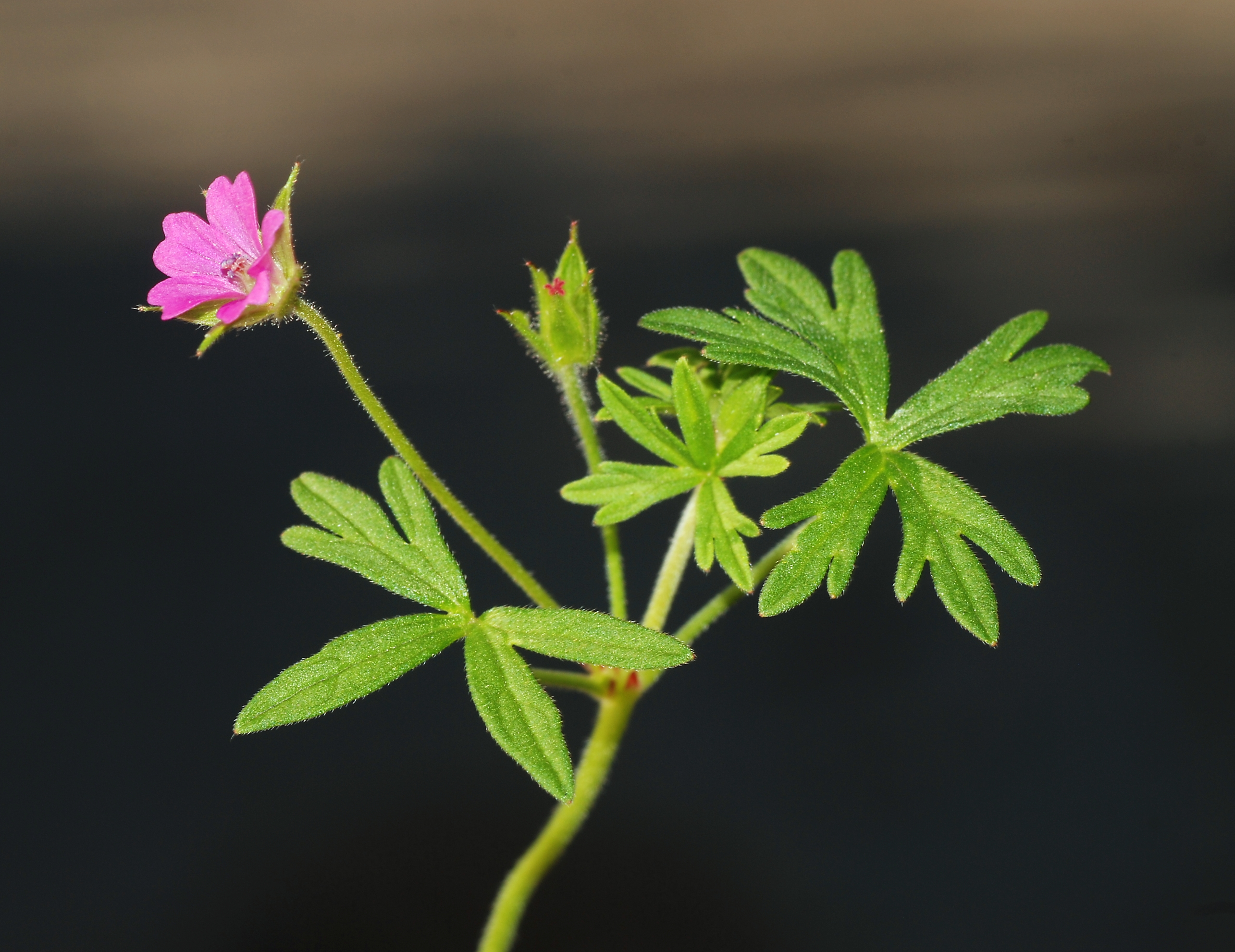
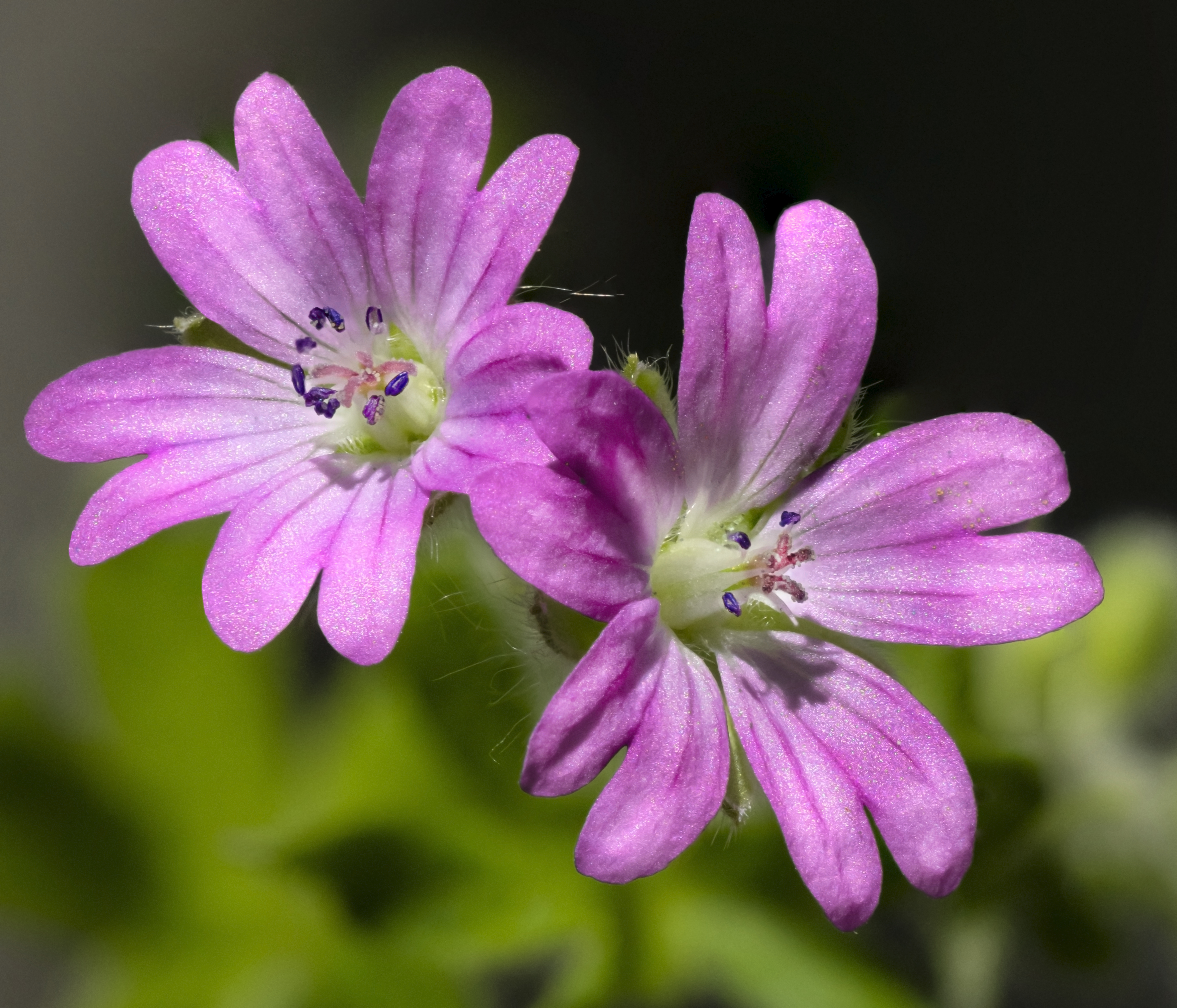
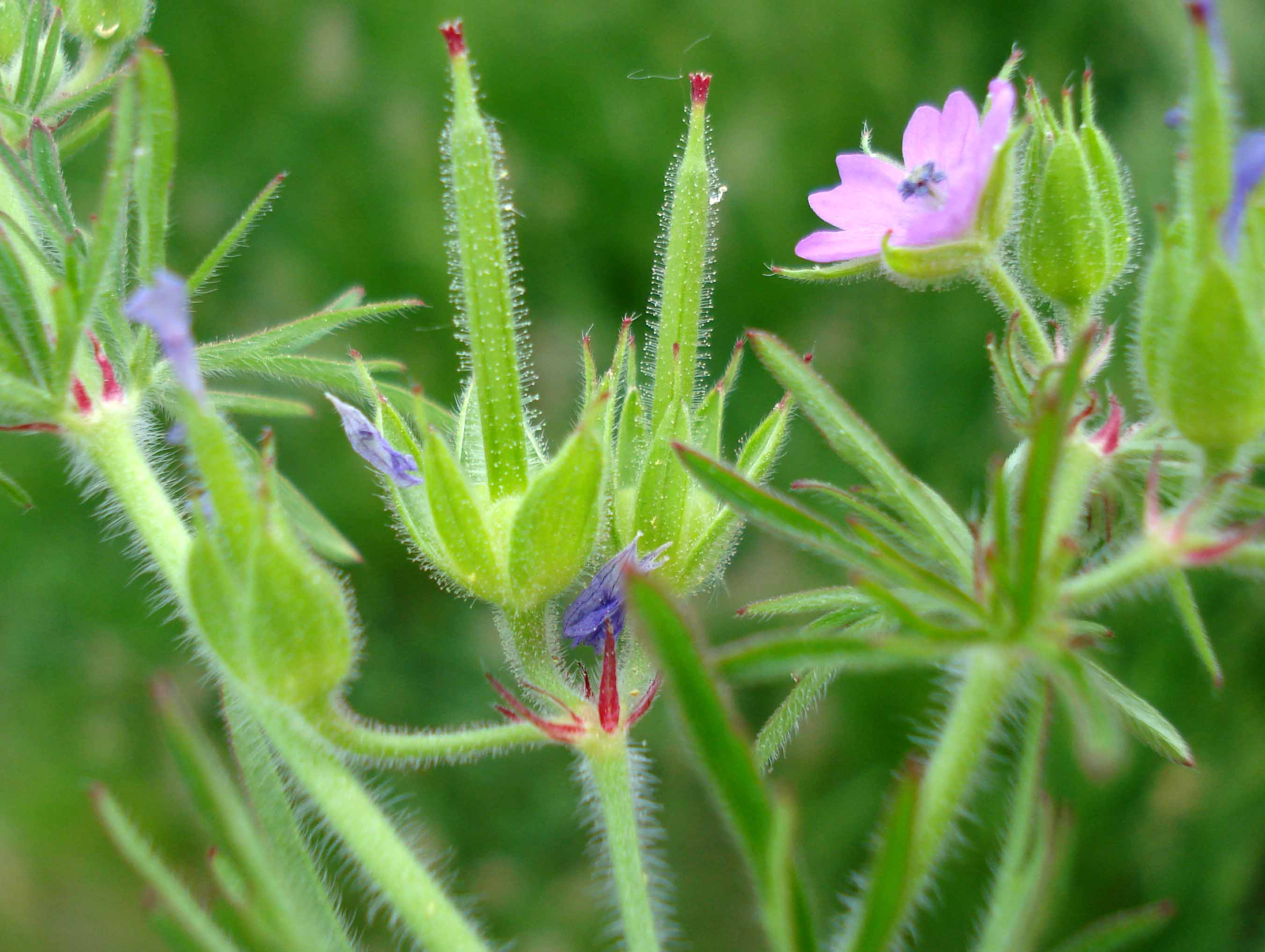
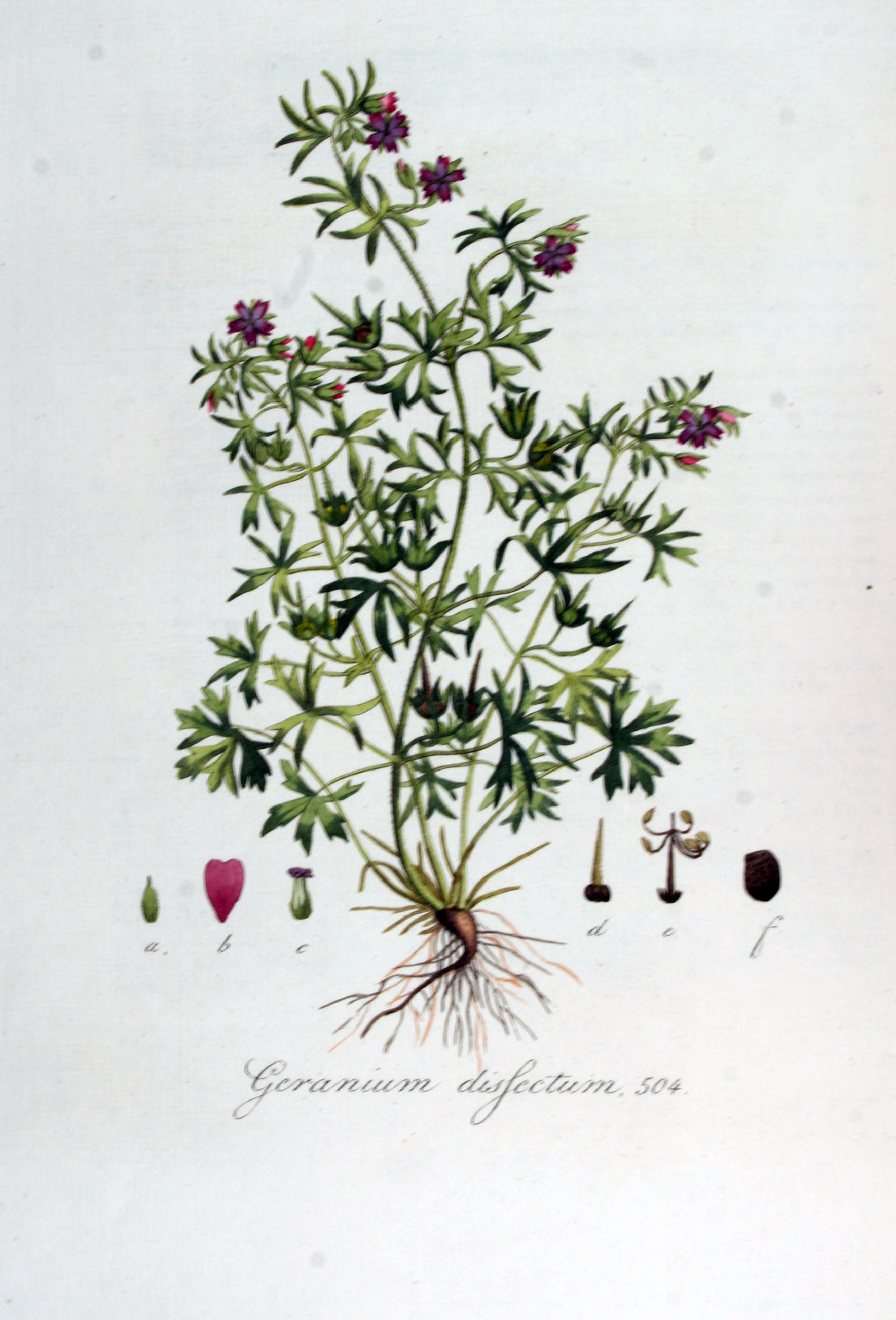